# Destino trasversale
Destino trasversale (The Dark Backward) è un film del 1991 scritto e diretto da Adam Rifkin, con protagonisti Judd Nelson e Bill Paxton.

## Trama
Un giovane ed aspirante cabarettista, cerca di districarsi in un mondo a lui sconosciuto.